# Mare forza 7
Mare forza 7 è un film statunitense del 1990 diretto da Zale Dalen.

## Trama
Eddie Barton e i suoi figli vengono sorpresi da una tempesta mentre vanno in vacanza in Alaska, e la situazione peggiora di brutto quando naufragano.